# Tirreno-Adriático 2014
49. edycja wyścigu kolarskiego Tirreno-Adriático odbywał się od 12 do 18 marca 2014 roku. Liczył siedem etapów, o łącznym dystansie 1019.1 km. Wyścig figurował w rankingu światowym UCI World Tour 2014.

## Uczestnicy
Na starcie wyścigu stanęły 22 drużyny. Wśród nich znalazło się wszystkie osiemnaście ekip UCI World Tour 2014 oraz cztery inne zaproszone przez organizatorów. Każda z drużyn wystawiła po 8 kolarzy, dzięki czemu w całym wyścigu wystartowało 176 zawodników.
| Numery  | Kod | Drużyna          |
| ------- | --- | ---------------- |
| 1-8     | ALM | Ag2r-La Mondiale |
| 11-18   | AST | Pro Team Astana  |
| 21-28   | BEL | Belkin           |
| 31-38   | BMC | BMC Racing Team  |
| 41-47   | CAN | Cannondale       |
| 51-58   | FDJ | FDJ.fr           |
| 61-68   | GRS | Garmin-Sharp     |
| 71-78   | KAT | Team Katusha     |
| 81-88   | LAM | Lampre-Merida    |
| 91-98   | LTB | Lotto-Belisol    |
| 101-108 | MOV | Movistar Team    |

| Numery  | Kod | Drużyna                 |
| ------- | --- | ----------------------- |
| 111-118 | OPQ | Omega Pharma-Quick Step |
| 121-128 | OGE | Orica-GreenEDGE         |
| 131-138 | SKY | Team Sky                |
| 141-148 | GIA | Giant-Shimano           |
| 151-158 | EUC | Team Europcar           |
| 161-168 | TTS | Team Tinkoff-Saxo       |
| 171-178 | TRE | Trek Factory Racing     |
| 181-188 | BAR | Bardiani CSF            |
| 191-198 | MTN | MTN-Qhubeka             |
| 201-208 | IAM | IAM Cycling             |
| 211-218 | TNE | Team NetApp-Endura      |

## Etapy
| Etap | Data     | Start - Meta                     | km   | Typ | Zwycięzca etapu         | Lider              |
| ---- | -------- | -------------------------------- | ---- | --- | ----------------------- | ------------------ |
| 1.   | 12 marca | Donoratico > San Vincenzo        | 16.9 | TTT | Omega Pharma-Quick Step | Mark Cavendish     |
| 2.   | 13 marca | San Vincenzo > Cascina           | 173  |     | Matteo Pelucchi         | Mark Cavendish     |
| 3.   | 14 marca | Cascina > Arezzo                 | 206  |     | Peter Sagan             | Michał Kwiatkowski |
| 4.   | 15 marca | Indicatore > Cittareale          | 237  |     | Alberto Contador        | Michał Kwiatkowski |
| 5.   | 16 marca | Amatrice > Guardiagrele          | 190  |     | Alberto Contador        | Alberto Contador   |
| 6.   | 17 marca | Bucchianico – Porto Sant’Elpidio | 187  |     | Mark Cavendish          | Alberto Contador   |
| 7.   | 18 marca | San Benedetto del Tronto         | 9.2  | ITT | Adriano Malori          | Alberto Contador   |

### Etap 1 - 12.03: San Vincenzo > Donoratico, 16,9 km
| # | Zespół                  | Czas    |
| - | ----------------------- | ------- |
| 1 | Omega Pharma-Quick Step | 20' 13" |
| 2 | Orica-GreenEDGE         | + 11"   |
| 3 | Movistar Team           | + 18"   |

| #  | Zawodnik           | Zespół | Czas    |
| -- | ------------------ | ------ | ------- |
| 1  | Mark Cavendish     | OPQ    | 20' 13" |
| 2  | Michał Kwiatkowski | OPQ    | + 0"    |
| 3  | Rigoberto Urán     | OPQ    | + 0"    |
|    |                    |        |         |
| 33 | Maciej Bodnar      | CAN    | + 26"   |
| 98 | Bartosz Huzarski   | TNE    | + 53"   |

### Etap 2 - 13.03: San Vincenzo > Cascina, 173 km
| #   | Zawodnik           | Zespół | Czas       |
| --- | ------------------ | ------ | ---------- |
| 1   | Matteo Pelucchi    | IAM    | 3h 56' 12" |
| 2   | Arnaud Démare      | FDJ    | + 0"       |
| 3   | André Greipel      | LTB    | + 0"       |
|     |                    |        |            |
| 21  | Maciej Bodnar      | CAN    | + 0"       |
| 23  | Michał Kwiatkowski | OPQ    | + 0"       |
| 102 | Bartosz Huzarski   | TNE    | + 0”       |

| #  | Zawodnik           | Zespół | Czas       |
| -- | ------------------ | ------ | ---------- |
| 1  | Mark Cavendish     | OPQ    | 4h 16' 25" |
| 2  | Michał Kwiatkowski | OPQ    | + 0"       |
| 3  | Rigoberto Urán     | OPQ    | + 3"       |
|    |                    |        |            |
| 29 | Maciej Bodnar      | CAN    | + 26"      |
| 89 | Bartosz Huzarski   | TNE    | + 53”      |

### Etap 3 - 14.03: Cascina > Arezzo, 206 km
| #  | Zawodnik           | Zespół | Czas       |
| -- | ------------------ | ------ | ---------- |
| 1  | Peter Sagan        | CAN    | 5h 10' 17" |
| 2  | Michał Kwiatkowski | OPQ    | + 0"       |
| 3  | Simon Clarke       | OGE    | + 0"       |
|    |                    |        |            |
| 29 | Bartosz Huzarski   | TNE    | + 6"       |
| 60 | Maciej Bodnar      | CAN    | + 14”      |

| #  | Zawodnik           | Zespół | Czas       |
| -- | ------------------ | ------ | ---------- |
| 1  | Michał Kwiatkowski | OPQ    | 9h 26' 36" |
| 2  | Rigoberto Urán     | OPQ    | + 10"      |
| 3  | Simon Clarke       | OGE    | + 13"      |
|    |                    |        |            |
| 20 | Maciej Bodnar      | CAN    | + 36"      |
| 46 | Bartosz Huzarski   | TNE    | + 1' 05”   |

### Etap 4 - 15.03: Indicatore > Cittareale, 237 km
| #  | Zawodnik           | Zespół | Czas       |
| -- | ------------------ | ------ | ---------- |
| 1  | Alberto Contador   | TTS    | 6h 39' 56" |
| 2  | Nairo Quintana     | MOV    | + 1"       |
| 3  | Daniel Moreno      | KAT    | + 5"       |
|    |                    |        |            |
| 7  | Michał Kwiatkowski | OPQ    | + 10"      |
| 28 | Bartosz Huzarski   | TNE    | + 1' 08"   |
| 86 | Maciej Bodnar      | CAN    | + 18' 16”  |

| #  | Zawodnik           | Zespół | Czas        |
| -- | ------------------ | ------ | ----------- |
| 1  | Michał Kwiatkowski | OPQ    | 16h 06' 42" |
| 2  | Alberto Contador   | TTS    | + 16"       |
| 3  | Nairo Quintana     | MOV    | + 23"       |
|    |                    |        |             |
| 27 | Bartosz Huzarski   | TNE    | + 2' 03"    |
| 68 | Maciej Bodnar      | CAN    | + 18' 52”   |

### Etap 5 - 16.03: Amatrice > Guardiagrele, 190 km
| #   | Zawodnik           | Zespół | Czas       |
| --- | ------------------ | ------ | ---------- |
| 1   | Alberto Contador   | TTS    | 4h 54' 42" |
| 2   | Simon Geschke      | GIA    | + 6"       |
| 3   | Ben King           | GRS    | + 45"      |
|     |                    |        |            |
| 18  | Bartosz Huzarski   | TNE    | + 2' 19"   |
| 38  | Michał Kwiatkowski | OPQ    | + 6' 03"   |
| 116 | Maciej Bodnar      | CAN    | + 25' 35”  |

| #  | Zawodnik           | Zespół | Czas        |
| -- | ------------------ | ------ | ----------- |
| 1  | Alberto Contador   | TTS    | 21h 01' 30" |
| 2  | Nairo Quintana     | MOV    | + 2' 08"    |
| 3  | Roman Kreuziger    | TTS    | + 2' 15"    |
|    |                    |        |             |
| 16 | Bartosz Huzarski   | TNE    | + 4' 16"    |
| 19 | Michał Kwiatkowski | OPQ    | + 5' 57"    |
| 90 | Maciej Bodnar      | CAN    | + 44' 21”   |

### Etap 6 - 17.03: Bucchianico - Porto Sant’Elpidio, 187 km
| #   | Zawodnik            | Zespół | Czas       |
| --- | ------------------- | ------ | ---------- |
| 1   | Mark Cavendish      | OPQ    | 4h 16' 15" |
| 2   | Alessandro Petacchi | OPQ    | + 0"       |
| 3   | Peter Sagan         | CAN    | + 0"       |
|     |                     |        |            |
| 8   | Bartosz Huzarski    | TNE    | + 0"       |
| 93  | Michał Kwiatkowski  | OPQ    | + 6"       |
| 116 | Maciej Bodnar       | CAN    | + 2' 13”   |

| #  | Zawodnik           | Zespół | Czas        |
| -- | ------------------ | ------ | ----------- |
| 1  | Alberto Contador   | TTS    | 25h 17' 51" |
| 2  | Nairo Quintana     | MOV    | + 2' 08"    |
| 3  | Roman Kreuziger    | TTS    | + 2' 15"    |
|    |                    |        |             |
| 15 | Bartosz Huzarski   | TNE    | + 4' 10"    |
| 18 | Michał Kwiatkowski | OPQ    | + 5' 57"    |
| 95 | Maciej Bodnar      | CAN    | + 46' 18”   |

### Etap 7 - 18.03: San Benedetto del Tronto, 9,2 km
| #  | Zawodnik           | Zespół | Czas    |
| -- | ------------------ | ------ | ------- |
| 1  | Adriano Malori     | MOV    | 10' 13" |
| 2  | Fabian Cancellara  | TRE    | + 6"    |
| 3  | Bradley Wiggins    | SKY    | + 11"   |
|    |                    |        |         |
| 7  | Michał Kwiatkowski | OPQ    | + 22"   |
| 27 | Maciej Bodnar      | CAN    | + 40"   |
| 50 | Bartosz Huzarski   | TNE    | + 49”   |

| #  | Zawodnik           | Zespół | Czas        |
| -- | ------------------ | ------ | ----------- |
| 1  | Alberto Contador   | TTS    | 25h 28' 45" |
| 2  | Nairo Quintana     | MOV    | + 2' 05"    |
| 3  | Roman Kreuziger    | TTS    | + 2' 14"    |
|    |                    |        |             |
| 15 | Bartosz Huzarski   | TNE    | + 4' 18"    |
| 18 | Michał Kwiatkowski | OPQ    | + 5' 38"    |
| 89 | Maciej Bodnar      | CAN    | + 46' 17”   |

## Liderzy klasyfikacji po etapach
| Etap                 | Zwycięzca               | Klasyfikacja generalna | Klasyfikacja punktowa | Klasyfikacja górska | Klasyfikacja młodzieżowa | Klasyfikacja drużynowa  |
| -------------------- | ----------------------- | ---------------------- | --------------------- | ------------------- | ------------------------ | ----------------------- |
| 1                    | Omega Pharma-Quick Step | Mark Cavendish         | -                     | -                   | Michał Kwiatkowski       | Omega Pharma-Quick Step |
| 2                    | Matteo Pelucchi         | Mark Cavendish         | Matteo Pelucchi       | Marco Canola        | Michał Kwiatkowski       | Omega Pharma-Quick Step |
| 3                    | Peter Sagan             | Michał Kwiatkowski     | Peter Sagan           | Marco Canola        | Michał Kwiatkowski       | Omega Pharma-Quick Step |
| 4                    | Alberto Contador        | Michał Kwiatkowski     | Peter Sagan           | Marco Canola        | Michał Kwiatkowski       | Ag2r-La Mondiale        |
| 5                    | Alberto Contador        | Alberto Contador       | Peter Sagan           | Marco Canola        | Nairo Quintana           | Ag2r-La Mondiale        |
| 6                    | Mark Cavendish          | Alberto Contador       | Peter Sagan           | Marco Canola        | Nairo Quintana           | Ag2r-La Mondiale        |
| 7                    | Adriano Malori          | Alberto Contador       | Peter Sagan           | Marco Canola        | Nairo Quintana           | Ag2r-La Mondiale        |
| Klasyfikacja końcowa | Klasyfikacja końcowa    | Alberto Contador       | Peter Sagan           | Marco Canola        | Nairo Quintana           | Ag2r-La Mondiale        |

## Klasyfikacje końcowe

### Klasyfikacja generalna
|    | Zawodnik               | Zespół                  | Czas        |
| -- | ---------------------- | ----------------------- | ----------- |
| 1  | Alberto Contador       | Team Tinkoff-Saxo       | 25h 28' 45" |
| 2  | Nairo Quintana         | Movistar Team           | + 2' 05″    |
| 3  | Roman Kreuziger        | Team Tinkoff-Saxo       | + 2' 14"    |
| 4  | Jean-Christophe Péraud | Ag2r-La Mondiale        | + 2' 39″    |
| 5  | Julián Arredondo       | Trek Factory Racing     | + 2' 54″    |
| 6  | Domenico Pozzovivo     | Ag2r-La Mondiale        | + 3' 04"    |
| 7  | Robert Kišerlovski     | Trek Factory Racing     | + 3' 09"    |
| 8  | Daniel Moreno          | Team Katusha            | + 3' 16"    |
| 9  | Michele Scarponi       | Pro Team Astana         | + 3' 16"    |
| 10 | Mikel Nieve            | Team Sky                | + 3' 19"    |
|    |                        |                         |             |
| 15 | Bartosz Huzarski       | Team NetApp-Endura      | + 4' 18"    |
| 18 | Michał Kwiatkowski     | Omega Pharma-Quick Step | + 5' 38"    |
| 89 | Maciej Bodnar          | Cannondale              | + 46' 17"   |

|    | Zawodnik           | Zespół                  | Punkty |
| -- | ------------------ | ----------------------- | ------ |
| 1  | Peter Sagan        | Cannondale              | 26     |
| 2  | Alberto Contador   | Team Tinkoff-Saxo       | 24     |
| 3  | Matthias Brändle   | IAM Cycling             | 20     |
| 4  | Michał Kwiatkowski | Omega Pharma-Quick Step | 18     |
| 5  | Arnaud Démare      | FDJ.fr                  | 17     |
|    |                    |                         |        |
| 44 | Bartosz Huzarski   | Team NetApp-Endura      | 3      |

|   | Zawodnik          | Zespół             | Punkty |
| - | ----------------- | ------------------ | ------ |
| 1 | Marco Canola      | Bardiani CSF       | 25     |
| 2 | Alberto Contador  | Team Tinkoff-Saxo  | 11     |
| 3 | Peter Kennaugh    | Team Sky           | 10     |
| 4 | David de la Cruz  | Team NetApp-Endura | 9      |
| 5 | Aleksiej Lutsenko | Pro Team Astana    | 8      |

|   | Zawodnik           | Zespół                  | Czas        |
| - | ------------------ | ----------------------- | ----------- |
| 1 | Nairo Quintana     | Movistar Team           | 25h 30′ 50″ |
| 2 | Diego Ulissi       | Lampre-Merida           | + 1' 27"    |
| 3 | Michał Kwiatkowski | Omega Pharma-Quick Step | + 3' 33"    |
| 4 | Dominik Nerz       | BMC Racing Team         | + 4' 29"    |
| 5 | Ben King           | Garmin-Sharp            | + 4' 40"    |

|   | Zespół              | Czas        |
| - | ------------------- | ----------- |
| 1 | Ag2r-La Mondiale    | 75h 52′ 41″ |
| 2 | Lampre-Merida       | + 5' 33"    |
| 3 | Trek Factory Racing | + 7' 51"    |
| 4 | Movistar Team       | + 9' 15"    |
| 5 | Team Katusha        | + 12' 48"   |